# Pasquale Di Sabatino
Pasquale Di Sabatino (ur. 20 stycznia 1988 w Atri) – włoski kierowca wyścigowy. Zdobywca tytułu mistrzowskiego we Włoskiej Formule Junior.

## Statystyki
| Sezon | Seria                                  | Zespół                   | Wyścigi | Zwycięstwa | PP | NO | Podium | Punkty | Pozycja |
| ----- | -------------------------------------- | ------------------------ | ------- | ---------- | -- | -- | ------ | ------ | ------- |
| 2005  | Włoska Formuła Junior 1600             | Tomcat Racing            | 12      | 5          | 3  | ?  | 10     | 268    | 1       |
| 2005  | Włoska Formuła Renault (edycja zimowa) | Tomcat Racing            | 4       | 0          | 0  | 0  | 1      | 12     | 10      |
| 2006  | Włoska Formuła Renault                 | Tomcat Racing            | 12      | 0          | 0  | ?  | 0      | 0      | 36      |
| 2006  | Formuła Renault 3.5                    | Cram Competition         | 10      | 0          | 0  | 0  | 0      | 0      | 39      |
| 2007  | Formuła Renault 3.5                    | GD Racing                | 17      | 0          | 0  | 0  | 0      | 2      | 26      |
| 2008  | Formuła Renault 3.5                    | Comtec Racing            | 13      | 0          | 0  | 0  | 1      | 16     | 20      |
| 2009  | Formula Renault 3.5                    | RC Motorsport            | 15      | 1          | 0  | 0  | 2      | 39     | 12      |
| 2010  | Włoska Formuła 3                       | Alan Racing              | 4       | 0          | 0  | 0  | 0      | 0      | 30      |
| 2010  | Włoska Formuła 3                       | RC Motorsport            | 4       | 0          | 0  | 0  | 0      | 0      | 30      |
| 2011  | Auto GP                                | Ombra Racing             | 14      | 0          | 0  | 0  | 0      | 38     | 12      |
| 2012  | WTCC                                   | bamboo-engineering       | 14      | 0          | 0  | 0  | 0      | 0      | NS      |
| 2012  | WTCC - Yokohama Drivers Trophy         | bamboo-engineering       | 14      | 0          | 0  | 0  | 0      | 12     | 15      |
| 2014  | WTCC                                   | Liqui Moly Team Engstler | 13      | 0          | 0  | 0  | 0      | 2      | 20      |
| 2014  | WTCC - Independent's Trophy            | Liqui Moly Team Engstler | 13      | 1          | 2  | 0  | 12     | 98     | 3       |

## Wyniki w WTCC
| Legenda oznaczeń w tabelach wyników Wyświetl szablon na nowej stronie | Legenda oznaczeń w tabelach wyników Wyświetl szablon na nowej stronie                                                                     |
| Oznaczenie                                                            | Wyjaśnienie |
| --------------------------------------------------------------------- | --- |
| Złoty                                                                 | Zwycięzca lub mistrzostwo |
| Srebrny                                                               | 2. miejsce lub wicemistrzostwo |
| Brązowy                                                               | 3. miejsce lub II wicemistrzostwo |
| Zielony                                                               | Ukończył, punktował (w klasyfikacji generalnej, gdy zdobył co najmniej jeden punkt na przestrzeni sezonu, poza trzema powyższymi opcjami) |
| Niebieski                                                             | Ukończył, nie punktował (w klasyfikacji generalnej, gdy nie zdobył co najmniej jednego punktu na przestrzeni sezonu)                      |
| Czerwony                                                              | Nie zakwalifikował się (NZ) |
| Czerwony                                                              | Nie prekwalifikował się (NPK) |
| Różowy                                                                | Nie ukończył (NU) |
| Różowy                                                                | Niesklasyfikowany (NS) (w klasyfikacji generalnej, gdy nie został sklasyfikowany w żadnym wyścigu sezonu)                                 |
| Czarny                                                                | Zdyskwalifikowany (DK) |
| Czarny                                                                | Wykluczony (WYK/EX) |
| Biały                                                                 | Nie wystartował (NW) |
| Biały                                                                 | Kontuzjowany (K/INJ) |
| Biały                                                                 | Wyścig odwołany (OD/C) |
| Bez koloru                                                            | Został wycofany (WYC/WD) |
| Bez koloru                                                            | Nie przybył (NP/DNA) |
| Bez koloru                                                            | Nie brał udziału w treningach (NT/DNP) |
| Bez koloru                                                            | Nie został zgłoszony (–) |
| Pogrubienie                                                           | Start z pole position |
| Kursywa                                                               | Najszybsze okrążenie wyścigu |
| †                                                                     | Nie ukończył, ale jego rezultat został zaliczony ze względu na przejechanie więcej niż 90% dystansu wyścigu.                              |
| *                                                                     | Sezon w trakcie |
| 1/2/3                                                                 | Punktowana pozycja w sprincie kwalifikacyjnym                                                                                             |
| Lista systemów punktacji Formuły 1                                    | |

| Sezon | Zespół                   | Samochód             | Wyniki w poszczególnych wyścigach | Wyniki w poszczególnych wyścigach | Wyniki w poszczególnych wyścigach | Wyniki w poszczególnych wyścigach | Wyniki w poszczególnych wyścigach | Wyniki w poszczególnych wyścigach | Wyniki w poszczególnych wyścigach | Wyniki w poszczególnych wyścigach | Wyniki w poszczególnych wyścigach | Wyniki w poszczególnych wyścigach | Wyniki w poszczególnych wyścigach | Wyniki w poszczególnych wyścigach | Wyniki w poszczególnych wyścigach | Wyniki w poszczególnych wyścigach | Wyniki w poszczególnych wyścigach | Wyniki w poszczególnych wyścigach | Wyniki w poszczególnych wyścigach | Wyniki w poszczególnych wyścigach | Wyniki w poszczególnych wyścigach | Wyniki w poszczególnych wyścigach | Wyniki w poszczególnych wyścigach | Wyniki w poszczególnych wyścigach | Wyniki w poszczególnych wyścigach | Wyniki w poszczególnych wyścigach | Pozycja | Punkty |
| 2012  | Bamboo Engineering       | Chevrolet Cruze 1.6T | ITA                               | ITA                               | ESP                               | ESP                               | MAR                               | MAR                               | SVK                               | SVK                               | HUN                               | HUN                               | AUT                               | AUT                               | POR                               | POR                               | BRA                               | BRA                               | USA                               | USA                               | JPN                               | JPN                               | CHN                               | CHN                               | MAC                               | MAC                               | 28      | 0      |
| ----- | ------------------------ | -------------------- | --------------------------------- | --------------------------------- | --------------------------------- | --------------------------------- | --------------------------------- | --------------------------------- | --------------------------------- | --------------------------------- | --------------------------------- | --------------------------------- | --------------------------------- | --------------------------------- | --------------------------------- | --------------------------------- | --------------------------------- | --------------------------------- | --------------------------------- | --------------------------------- | --------------------------------- | --------------------------------- | --------------------------------- | --------------------------------- | --------------------------------- | --------------------------------- | ------- | ------ |
| 2012  | Bamboo Engineering       | Chevrolet Cruze 1.6T | 14                                | 19                                | 22                                | 16                                | 17                                | 15                                | 13                                | 12                                | 12                                | 15                                | 12                                | 15                                | 15                                | 17                                | -                                 | -                                 | -                                 | -                                 | -                                 | -                                 | -                                 | -                                 | -                                 | -                                 | 28      | 0      |
| 2014  | Liqui Moly Team Engstler | BMW 320 TC           | MAR                               | MAR                               | FRA                               | FRA                               | HUN                               | HUN                               | SVK                               | AUT                               | AUT                               | RUS                               | RUS                               | BEL                               | BEL                               | ARG                               | ARG                               | CHN                               | CHN                               | CHN                               | CHN                               | JPN                               | JPN                               | MAC                               | MAC                               |                                   | 20      | 2      |
| 2014  | Liqui Moly Team Engstler | BMW 320 TC           | 13                                | 9                                 | 17                                | 17                                | 15                                | 16                                | 18                                | 17                                | 12                                | 17                                | 14                                | 21                                | 17                                | -                                 | -                                 | -                                 | -                                 | -                                 | -                                 | -                                 | -                                 | -                                 | -                                 |                                   | 20      | 2      |

## Wyniki w Formule Renault 3.5
| Legenda oznaczeń w tabelach wyników Wyświetl szablon na nowej stronie | Legenda oznaczeń w tabelach wyników Wyświetl szablon na nowej stronie                                                                     |
| Oznaczenie                                                            | Wyjaśnienie |
| --------------------------------------------------------------------- | --- |
| Złoty                                                                 | Zwycięzca lub mistrzostwo |
| Srebrny                                                               | 2. miejsce lub wicemistrzostwo |
| Brązowy                                                               | 3. miejsce lub II wicemistrzostwo |
| Zielony                                                               | Ukończył, punktował (w klasyfikacji generalnej, gdy zdobył co najmniej jeden punkt na przestrzeni sezonu, poza trzema powyższymi opcjami) |
| Niebieski                                                             | Ukończył, nie punktował (w klasyfikacji generalnej, gdy nie zdobył co najmniej jednego punktu na przestrzeni sezonu)                      |
| Czerwony                                                              | Nie zakwalifikował się (NZ) |
| Czerwony                                                              | Nie prekwalifikował się (NPK) |
| Różowy                                                                | Nie ukończył (NU) |
| Różowy                                                                | Niesklasyfikowany (NS) (w klasyfikacji generalnej, gdy nie został sklasyfikowany w żadnym wyścigu sezonu)                                 |
| Czarny                                                                | Zdyskwalifikowany (DK) |
| Czarny                                                                | Wykluczony (WYK/EX) |
| Biały                                                                 | Nie wystartował (NW) |
| Biały                                                                 | Kontuzjowany (K/INJ) |
| Biały                                                                 | Wyścig odwołany (OD/C) |
| Bez koloru                                                            | Został wycofany (WYC/WD) |
| Bez koloru                                                            | Nie przybył (NP/DNA) |
| Bez koloru                                                            | Nie brał udziału w treningach (NT/DNP) |
| Bez koloru                                                            | Nie został zgłoszony (–) |
| Pogrubienie                                                           | Start z pole position |
| Kursywa                                                               | Najszybsze okrążenie wyścigu |
| †                                                                     | Nie ukończył, ale jego rezultat został zaliczony ze względu na przejechanie więcej niż 90% dystansu wyścigu.                              |
| *                                                                     | Sezon w trakcie |
| 1/2/3                                                                 | Punktowana pozycja w sprincie kwalifikacyjnym                                                                                             |
| Lista systemów punktacji Formuły 1                                    | |

| Rok  | Zespół                  | Wyniki w poszczególnych eliminacjach | Wyniki w poszczególnych eliminacjach | Wyniki w poszczególnych eliminacjach | Wyniki w poszczególnych eliminacjach | Wyniki w poszczególnych eliminacjach | Wyniki w poszczególnych eliminacjach | Wyniki w poszczególnych eliminacjach | Wyniki w poszczególnych eliminacjach | Wyniki w poszczególnych eliminacjach | Wyniki w poszczególnych eliminacjach | Wyniki w poszczególnych eliminacjach | Wyniki w poszczególnych eliminacjach | Wyniki w poszczególnych eliminacjach | Wyniki w poszczególnych eliminacjach | Wyniki w poszczególnych eliminacjach | Wyniki w poszczególnych eliminacjach | Wyniki w poszczególnych eliminacjach | Punkty | Pozycja |
| ---- | ----------------------- | ------------------------------------ | ------------------------------------ | ------------------------------------ | ------------------------------------ | ------------------------------------ | ------------------------------------ | ------------------------------------ | ------------------------------------ | ------------------------------------ | ------------------------------------ | ------------------------------------ | ------------------------------------ | ------------------------------------ | ------------------------------------ | ------------------------------------ | ------------------------------------ | ------------------------------------ | ------ | ------- |
| 2006 | Cram Competition        | ZOL                                  | ZOL                                  | MON                                  | TUR                                  | TUR                                  | ITA                                  | ITA                                  | SFR                                  | SFR                                  | DEU                                  | DEU                                  | GBR                                  | GBR                                  | FRA                                  | FRA                                  | ESP                                  | ESP                                  | 0      | 39      |
| 2006 | Cram Competition        | -                                    | -                                    | -                                    | -                                    | -                                    | -                                    | -                                    | 16                                   | 19                                   | 20                                   | 18                                   | 24                                   | 20                                   | 25                                   | 16                                   | 24                                   | NU                                   | 0      | 39      |
| 2007 | GD Racing               | ITA                                  | ITA                                  | DEU                                  | DEU                                  | MON                                  | HUN                                  | HUN                                  | BEL                                  | BEL                                  | GBR                                  | GBR                                  | FRA                                  | FRA                                  | PRT                                  | PRT                                  | ESP                                  | ESP                                  | 2      | 26      |
| 2007 | GD Racing               | NU                                   | NU                                   | 20                                   | 14                                   | 18                                   | 13                                   | 11                                   | NU                                   | 9                                    | 19                                   | 15                                   | 11                                   | 12                                   | 15                                   | 21                                   | 16                                   | NU                                   | 2      | 26      |
| 2008 | Red Devil Comtec Racing | ITA                                  | ITA                                  | BEL                                  | BEL                                  | MON                                  | GBR                                  | GBR                                  | HUN                                  | HUN                                  | DEU                                  | DEU                                  | FRA                                  | FRA                                  | PRT                                  | PRT                                  | ESP                                  | ESP                                  | 16     | 20      |
| 2008 | Red Devil Comtec Racing | 2                                    | 10                                   | 13                                   | 8                                    | NU                                   | 11                                   | 14                                   | 11                                   | 11                                   | NU                                   | 15                                   | 12                                   | 14                                   | -                                    | -                                    | -                                    | -                                    | 16     | 20      |
| 2009 | RC Motorsport           | CAT                                  | CAT                                  | BEL                                  | BEL                                  | MON                                  | HUN                                  | HUN                                  | GBR                                  | GBR                                  | FRA                                  | FRA                                  | PRT                                  | PRT                                  | DEU                                  | DEU                                  | ARA                                  | ARA                                  | 39     | 12      |
| 2009 | RC Motorsport           | 11                                   | 8                                    | 8                                    | 8                                    | NU                                   | 14                                   | 1                                    | NU                                   | NU                                   | 2                                    | 8                                    | 14                                   | 18                                   | 10                                   | NU                                   | -                                    | -                                    | 39     | 12      |